# Registre de population informatisé
 (signalé en mai 2025).
Si vous disposez d'ouvrages ou d'articles de référence ou si vous connaissez des sites web de qualité traitant du thème abordé ici, merci de compléter l'article en donnant les références utiles à sa vérifiabilité et en les liant à la section « Notes et références ».
- Archive Wikiwix
- Bing
- Cairn
- DuckDuckGo
- E. Universalis
- Gallica
- Google
- G. Books
- G. News
- G. Scholar
- Persée
- Qwant
- (zh) Baidu
- (ru) Yandex
- (wd) trouver des œuvres sur Wikidata

Un registre de population informatisé est une base de données biographique conçue à des fins de recherche démographique ou ayant une dimension démographique. Il ne s'agit pas d'un état civil informatisé, mais ce dernier peut être utilisé comme source puisque le registre de population repose sur la saisie des données d'état-civil d'une population, quelle qu'elle soit. Cet outil de recherche a émergé en toute fin du XXe siècle pour pallier les limites des reconstitutions de familles, longtemps faites à l'aide de fiches cartonnées. 
L'informatique est fortement mobilisée à toutes les étapes de la formation de la base comme dans le traitement et exploitation des données dans le cadre d'une recherche. 

## Création
La qualité de la base de données finale - le registre - détermine bien entendu la qualité des résultats que le chercheur pourra obtenir ; la rigueur méthodologique est donc essentielle et doit être mise en œuvre dans une étude préalable conséquente, notamment de sélection et d'exploitation des sources. Si le registre de population doit se prêter à une large palette d'interrogations selon des champs disciplinaires divers, les compétences requises seront avec profit intégrées au plus tôt pour la mise au point du projet.

### Trame généalogique
Une fois son cadre défini, notamment les sources d'état-civil sélectionnées, la saisie des données reste une opération très laborieuse en termes de durée de saisie par individu intégré à la base. Par contre, l'informatique donne la possibilité de fusionner plusieurs registres achevés et cohérents en vue d'un registre portant sur population plus étendue.
Deux fichiers sont créés : un des individus et un des constitutions de couples par mariage et remariage (fichier des unions). Au long de la saisie et de la constitution des fichiers, l'expérience acquise de la population doit être réinvestie pour éliminer le maximum de difficultés liées aux variations des prénoms et noms ainsi que de leur homonymie.
Par affinages et vérifications successifs, la trame généalogique de toute la population se constitue sur toute la période concernée. L'ossature du registre de population est ainsi établie, tout en restant susceptible d'extensions dans l'espace comme dans le temps pour autant que les conditions posées initialement sont vérifiées.
À ce stade, toutes les analyses numériques peuvent être conduites à l'aide du logiciel associé à la base de données pour des travaux classiques de démographie historique.

### Compléments biographiques
Après s'être attachés aux données permettant d'identifier rigoureusement chaque individu, ainsi que les unions contractées, les créateurs de la base peuvent exploiter les autres sources retenues en vue de la palette d'études envisagées. Cette exploitation a pu cependant commencer avant la perfection de la structure généalogique, soit parce que la saisie de l'état civil a déjà permis d'intégrer certaines données, soit parce que l'identification de nombreux individus ou couples le permettait sans risque d'erreurs indécelables, la difficulté étant croissante en remontant le temps.
À mesure que des fonds d'archives sont exploités, le fichier des individus ou celui des unions s'enrichit de données diverses et les premières interrogations peuvent être testées pour rétroaction. 
Cette phase d'enrichissement du registre n'a d'autres limites que celles que les créateurs se sont données et pendant toute sa durée, certains faits biographiques fournis par les sources peuvent conforter ou mettre en doute des choix faits durant la consolidation de l'ossature du registre, par exemple deux testaments contemporains sont trouvés dans les actes notariés alors qu'un seul individu n'est connu sous ce nom par l'état-civil.
Enfin, au plan de l'histoire locale ou à une échelle supérieure, des données concernant l'ensemble de la population ou seulement certains sous-ensembles à tel ou tel moment peuvent être mises en valeur comme un arrière-plan du registre.

## Exploitation
L'exploitation du registre élaboré pendant des mois, voire des années, passe par l'exploitation des possibilités informatiques vis-à-vis du volume des données et de l'imperfection de la base résultant des difficultés liées aux sources. S'ils ne sont pas les créateurs du registre de population, les chercheurs doivent être au fait des traits essentiels des données qui sont à leur disposition pour les solliciter au mieux.
Les logiciels très spécialisés existant au début du XXIe siècle offrent de grandes possibilités d'exploration de la population ou un quelconque sous-ensemble du registre.